# Groupe de NGC 6412
Le groupe de NGC 6412 est un trio de galaxies situé dans les constellations du Dragon et de la Petite Ourse. La distance moyenne entre ce groupe et la Voie lactée est d'environ 17,9 Mpc (∼58,4 millions d'al).
- Note. Les coordonnées du centre de masse du groupe indiquées par Garcia sont celles de l'époque B1950, ce qui est près de la frontière entre le Dragon et la Petite Ourse. Il faut transformer ces coordonnées[2] pour celles de l'époque J2000 pour obtenir la constellation[3] de la position du centre de masse. Celui de ce groupe est dans la Petite Ourse.

## Membres
Le tableau ci-dessous liste les trois galaxies du groupe indiquées dans l'article de A.M. Garcia paru en 1993.
| Nom       | Constellation | Class. | Type                     | α (J2000.0)   | δ (J2000.0)   | Vitesse radiale (km/s) | m            | Distance (Mpc) | Diamètre (kal) |
| --------- | ------------- | ------ | ------------------------ | ------------- | ------------- | ---------------------- | ------------ | -------------- | -------------- |
| NGC 6412  | Dragon        | SA(s)c | Spirale                  | 17h 29m 35.7s | 75° 42′ 16″   | 1313 ± 1               | 11,9         | 18,6 ± 1,3     | 37             |
| IC 4660   | Petite Ourse  | S      | Spirale                  | 17h 21m 45.2s | 75° 50′ 55″   | 1243 ± 4               | 13,6         | 17,6 ± 1,2     | 17             |
| UGC 10792 | Petite Ourse  | Im?    | Irrégulière magellanique | 17h 14m 01.6s | 75° 12′ 13.0″ | 1233 ± 5               | 14,37 ± 0,06 | 17,5 ± 1,2     | 4              |

Le site DeepskyLog permet de trouver aisément les constellations des galaxies mentionnées dans ce tableau ou si elles ne s'y trouvent pas, l'outil du site constellation permet de le faire à l'aide des coordonnées de la galaxie. Sauf indication contraire, les données proviennent du site NASA/IPAC. 